# Джумая джамия
Джумая джамия (от турски: Cuma Camii [джума́ джамии́], „петъчна джамия“) е мюсюлмански храм в Пловдив.
Джамията се намира в центъра на Пловдив, в подножието на Таксим тепе. Тя е ранен османски паметник, чиято датировка е спорна – според различни автори тя е построена при султан Мурад I (1362 – 1389) или при султан Мурад II (1421 – 1451). Първоначално наричана Мурадие джамия по името на султан Мурад, финансирал строителството ѝ, по-късно тя става известна като Улу джумая джамия („Главна петъчна джамия“).

## Архитектура
Джамията е с размери 40 на 30 метра и е разположена в центъра на днешната пешеходна зона, западно от стария град на Пловдив. Стените са изградени, като два пласта тухли се редуват с един пласт дялан камък; тухли са поставени и отвесно между каменните блокове („клетъчен градеж“). Такъв вид зидария се е прилагал на Балканския полуостров преди идването на османлиите при изграждането на църкви и др. сгради (напр. Болярската къща в Мелник). Това подсказва, че строителите вероятно са били местни или доведени пленници-християни. Подобна зидария имат Зелената джамия (Yeşil cami) в Изник и Хюдавендигяр джамия (Hüdavendigâr cami) в Бурса.
Първоначално достъп до помещението за молитви (haram) са осигурявали два входа. Докато през източния вярващите са влизали направо в джамията, северният, днес служещ като главен, чрез портал водел от пазара пред джамията към вътрешността на сградата. Днес входът от изток е зазидан. По време на подновителни работи (1784, 1818) е направена допълнителната западна врата, която вече не се използва. Минарето е в североизточния ъгъл.
За разлика от по-късните османски еднокуполни джамии, в Джумаята молитвеното помещение е покрито с девет купола, носени от четири стълба в центъра на сградата. Под средния купол по-рано е имало направен в началото на ХХ в. циментен шадраван, служил не толкова за ритуалното измиване преди молитва, колкото като символ на задължителния за всяка джамия вътрешен двор.

## История
Според някои изследователи Джумая джамия е построена на мястото на по-ранна християнска църква, посветена на света Петка Българска, изградена след преминаването на нейните мощи през града през 1228 година. През XIX век Любен Каравелов пише, че джамията „едно време е била черква“. Тази хипотеза се базира изцяло на местни легенди и „не може да се подкрепи с никакви данни“. Други напълно я отхвърлят, тъй като при извършения през 2006 – 2008 година ремонт, достигнал до основите на сградата, не са открити никакви следи от по-стар строеж на мястото.
В съвременната историография има противоречиви мнения за времето на построяване на Джумая джамия, тъй като първоначалният строителен надпис на сградата не е запазен. Според преобладаващото днес мнение джамията е основана от султан Мурад II, вероятно около 1433 – 1436 година. В полза на това свидетелства османският историк от XVII век Абдуррахман Хибри, както и фактът, че през XVI век джамията няма собствен вакъф, а се издържа от средствата, отделени от Мурад II за поддържане на основаните религиозно-благотворителни учреждения в Одрин. В полза на тази датировка говори и архитектурният стил на сградата, сходна с подобни джамии в Бурса, Одрин и София, както и цялостното преустройство на града през този период.
Другата хипотеза за времето на строителство на Джумая джамия я свързва със султан Мурад I. Тя се базира главно на сведенията от пътеписа от XVII век на Евлия Челеби, според когото „находящата се вътре в чаршията Улуджамия, която се пълни с богомолци, е направена от завоевателя на град Одрин, Гази Худавендигяр Мурад I“. Ако Джумая джамия наистина е строена по времето на Мурад I, преди 1389 година, тя е най-старият крупен османски паметник на Балканите, предхождащ дори Ески джамия в Хасково (1395), имарета на Евренос бей в Гюмюрджина (ок. 1370 – 1390), тази на Баязид в Димотика (1395 или 1397) и строежите в старата османска столица Одрин.
На югозападния ъгъл на джамията има слънчев часовник, поставен през 1878 г. Стихотворен надпис над северния вход гласи (в превод от османотурски):
| „ | Негово превъзходителство султан Мурад, който стои близо до милостта на Бога, издигна в Пловдив този красив храм, изпълнен със светлина. С минаването на времето неговата сграда цялата беше се разрушила. Отново я възстанови великодушният владетел обичайно. Ариф (мъдрецът) изрази датата на възстановяването върху драгоценния камък. Тази хубава джамия Абдюлхамид хан отново изгради. Година 1199, 27 шабан (5 юли 1784 г. от Р.Х.). | “ |

По някое време след 1880 г. джамийското настоятелство преустройва представителната северна фасада, чийто аркиран портик е съборен и заменен от дървен кьошк с дюкяни. С течение на времето сградата отново изпада в тежко състояние поради липса на грижи от малочислената мюсюлманска общност в града; установява се дори, че куполите ѝ са сериозно напукани.
През 2006 – 2008 г. цялото здание е основно ремонтирано от строителната фирма „Ташяпъ“ със средства на Голямата истанбулска община. Стените и стълбовете са укрепени из основи. Покривът е покрит с нова обшивка. Горната част на минарето, повредено от земетресението през 1928 г., е възстановена в първоначалния си вид. Във вътрешността са отстранени два слоя рисувана украса; открит е най-ранният запазен такъв, датиращ вероятно от 1785 г., който е възстановен и реставриран. Премахнат е молитвеният басейн. Пристроеният дървен кьошк е превърнат в сладкарница и помещения за Пловдивското мюфтийство. Материалите по реконструкцията са отпечатани в спонсориран от община Истанбул том, който се разпространява безплатно.